# Zincirli-Medrese

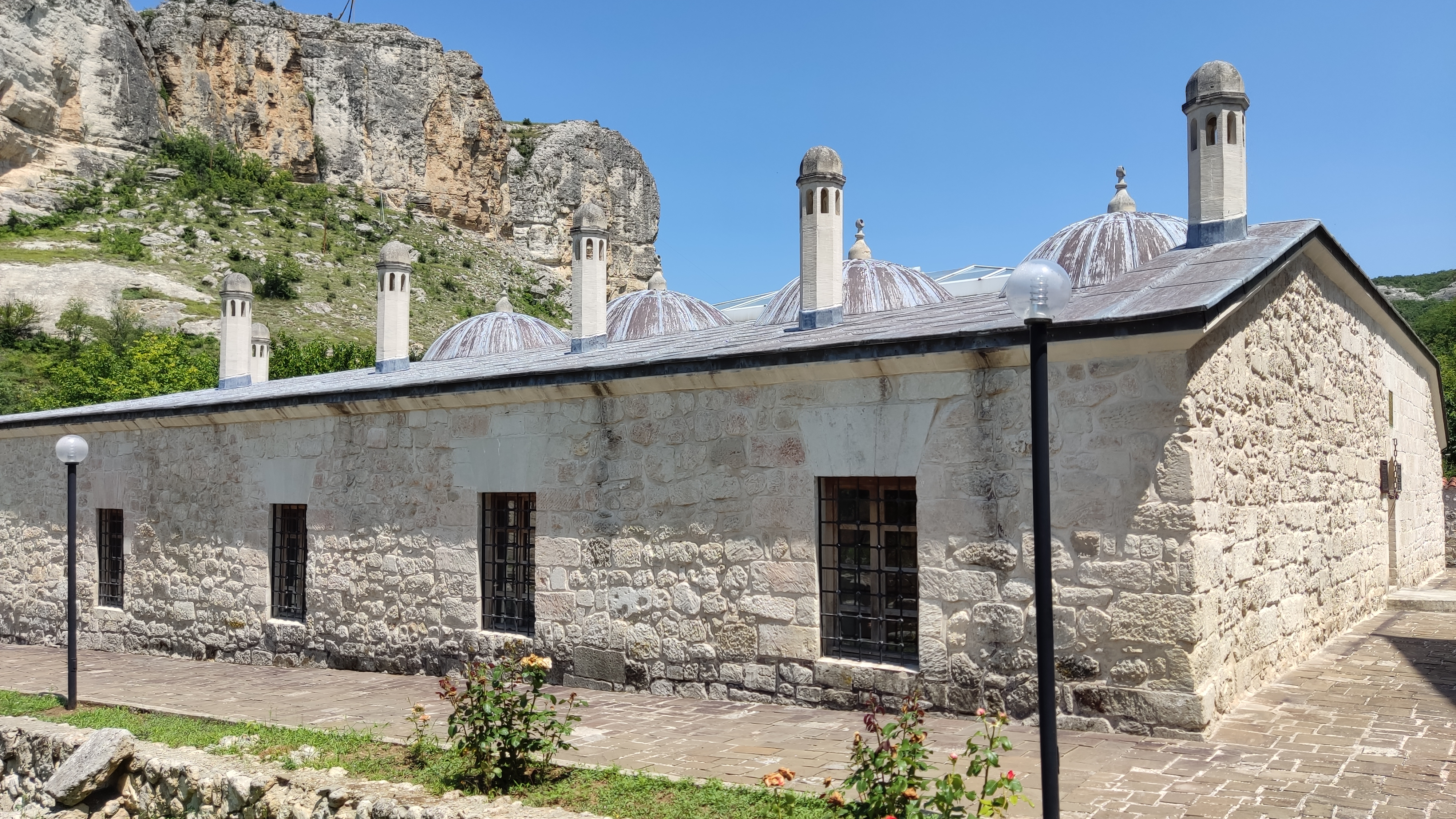
Zincirli-Medrese

Die Zincirli-Medrese (krimtatarisch Zıncırlı medrese, ukrainisch Зинджирли-медресе) ist eine Madrasa in Bachtschyssaraj auf der Krim. Sie ist die älteste noch erhaltene muslimische Bildungseinrichtung in der Ukraine.
Sie wurde im Jahr 1500 von Meñli I. Giray gegründet. Wer lesen konnte, wurde in die Madrasa aufgenommen. Die Studiendauer betrug 10 Jahre. Die Studenten studierten acht Monate im Jahr und legten nach jedem Jahr eine Prüfung ab. Zu den Studienfächern gehörten Theologie, arabische und türkische Grammatik, Logik, Arithmetik, Verskunst, islamisches Recht, Kalligrafie und Moralwissenschaften. Die Bibliothek der Madrasa umfasste über 800 Bücher.
„Zincirli“ bedeutet „mit Kette“. Über der Tür hängt eine Eisenkette. Um hineinzukommen, muss man sich bücken. Der Legende nach befahl Meñli Giray, die Kette aufzuhängen, damit jeder, der diesen „Tempel der Wissenschaft“ betrat, seinen Kopf davor neigte. Über dem Eingang befindet sich außerdem eine Tafel mit der Aufschrift: „Der Bau dieser Schule wurde mit Hilfe des allbarmherzigen Gottes von Meñli Giray Khan, dem Sohn von Hacı I. Giray Khan, angeordnet. Möge Gott seine Herrschaft bis ans Ende der Zeit verlängern.“
Auf dem Gelände der Madrasa befindet sich auch die Türbe des Gründers des Krimkhanats, Hacı I. Giray. Meñli Giray erbaute das Grabmal für seinen Vater im Jahr 1501. Als Meñli 1515 selbst starb, wurde er in einer Türbe neben seinem Vater begraben. Auf dem Gelände befindet sich auch eine muslimische Nekropole. Unter anderem ist hier Ismail Gasprinskij bestattet.

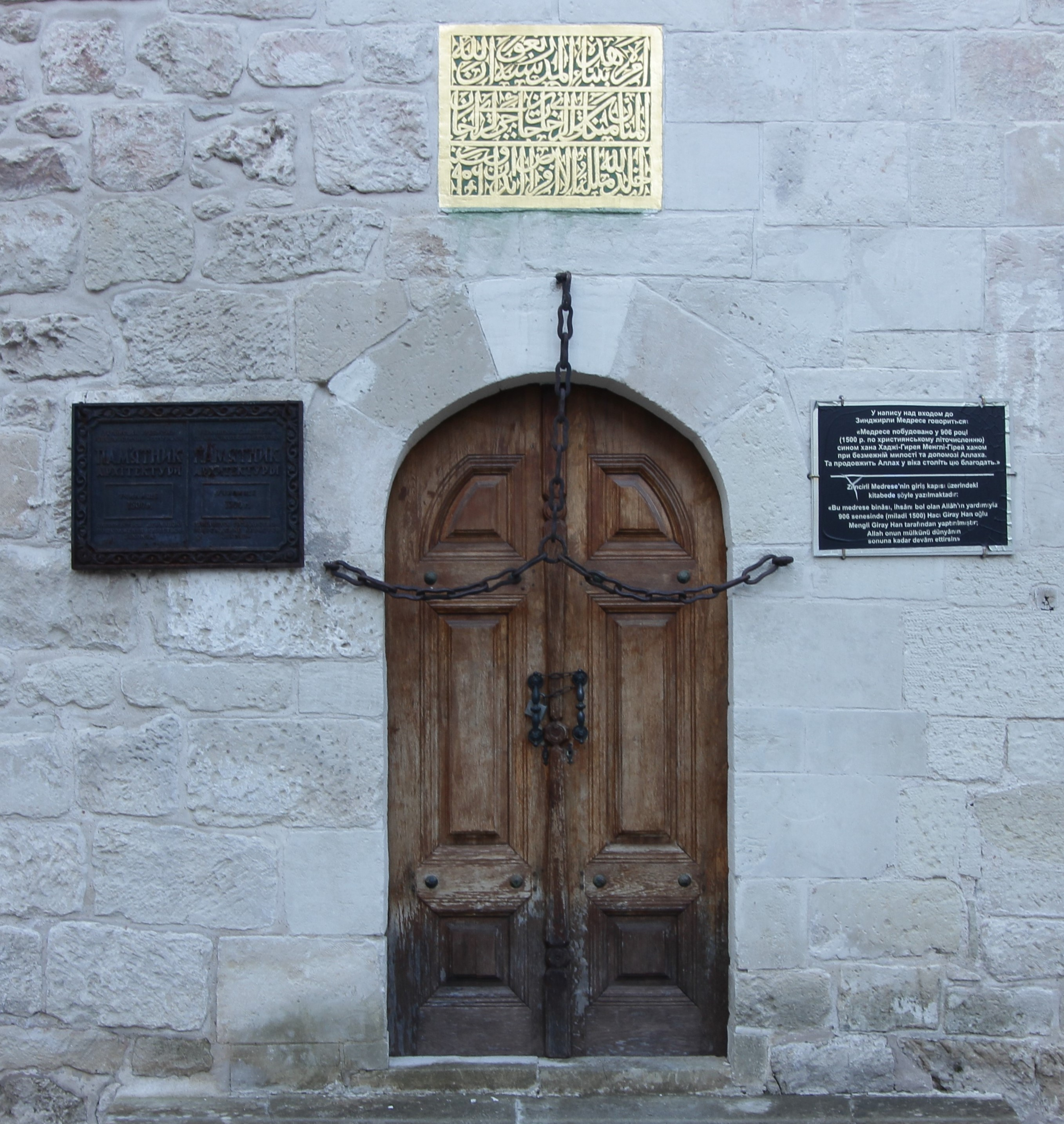
Tür mit Kette

Die Bildungseinrichtung existierte über 400 Jahre. Als die Krim in den Besitz der Sowjets kam, wurde die Madrasa geschlossen. Das Gebäude verfiel und eine Zeit lang befand sich auf seinem Gelände eine neuropsychologische Ambulanz. Kurz nachdem die Ukraine unabhängig wurde, wurde die Madrasa wiederhergestellt. Die türkische Regierung stellte hierfür knapp drei Millionen Dollar bereit. Zur Erinnerung daran wurde auf dem Gelände des Komplexes ein Gedenkstein errichtet. Die Madrasa ist ein ukrainisches Kulturdenkmal von nationaler Bedeutung.